# Sanctrum
Sanctrum är ett svenskt thrash/groove metal-band, bildat 1999 i Uppsala. Efter några år som demoband kom Sanctrum från 2004 att utveckla sin metalstil, och turnera såväl inrikes som på europeiska kontinenten, med en närmast beständig sättning av medlemmar. I spanska Bilbao 2013 stod Sanctrum som segrare i musiktävlingen Villa de Bilbao. Somliga av låttexterna är skrivna på bosniska.

## Historik
Stommen till Sanctrum bildades 1999 i Uppsala, med banden At the Gates och The Haunted som förebilder. Bandet skulle egentligen heta Sanctum, men valde att behålla det tillkomna r:et från en intern miss. När bandet hade tagit riktig form släpptes fyra demor under de fyra åren 2003–2006. Den första större livespelningen var som "rookie" på Hultsfredsfestivalen 2006, och bandet började att turnera regelbundet runtom i Sverige.
Det kritikerrosade debutalbumet In Harm's Way släpptes 2008 i Europa och Nordamerika (USA och Kanada) på Metalcast Records, vars öppningsspår "Dead Inside" fick sändningstid både i radio och på TV. Samma år turnerade Sanctrum i Skandinavien två vändor tillsammans med vänner från två mindre demoband. På grund av osämja mellan Sanctrum och skivbolaget upphörde samarbetet 2009, varefter bandet gjorde debutalbumet tillgängligt gratis online.
Sanctrum bjöds in till att delta i fotboll i Metallsvenskan 2011. Senare samma år valde den ursprungliga gitarristen Volkan Akol av personliga skäl att lämna bandet, och ersättare blev Alex Tollin. Detta har blivit den enda medlemsförnyelsen sedan sångaren Irfan Cancar anslöt 2003. Under 2012 producerades EP:n Autumn, vilken kom att släppas digitalt på alla stora plattformar. Titelspåret fanns även med på samlingsalbumet Sicksound – A New Era.
Under 2013 påbörjades arbetet med Sanctrums andra studioalbum, samtidigt som bandet stödde Autumn-produktionen med en europeisk turné och Sanctrum kom dessutom att vinna den 25:e upplagan av musiktävlingen Villa de Bilbao i spanska Bilbao (för övrigt den utländska stad som bandet återkommit till flest gånger). Det nya studioalbumet, Rot, släpptes 2015 via japanska Wormhole Death och fick höga betyg av bland andra Upsala Nya Tidning.
Ytterligare en EP, Walk with Vermin, släpptes 2018 på Big Balls Productions, producerad av Lawrence Mackrory (F.K.Ü och Darkane) och mixad av Danne Bergstrand (Dimmu Borgir och Behemoth). Dess fem spår skildrar Sanctrums alla låtskrivnings- och produktionsfärdigheter, enligt en presentation hos live-arrangören Klubb HADES i Borås 2023.
Därefter dröjde det två år till någon ny produktion, i form av singeln "Beacon in the Light". År 2023 deltog Sanctrum på Sweden Rock Festival, och tog sig till final i tävlingen Wacken Metal Battle Sweden i Stockholm (om en plats i Wacken Open Air).

## Medlemmar
Nuvarande medlemmar
- Emil Anter – bas
- Oskar Odelbo – trummor
- Viktor Arfwedson – gitarr
- Alex Tollin – gitarr (2012–)
- Irfan Cancar – sång (2003–)

Tidigare medlemmar
- Volkan Akol – gitarr (1999–2011)
- Johannes Danielsson – keyboard
- Sebastian "Kongo" Kjellgren – sång

## Diskografi
Studioalbum
- 2008 – In Harm's Way
- 2015 – Rot

EP
- 2013 – Autumn
- 2018 – Walk with Vermin
- 2025 – Awaken in Embers

Demor
- 2003 – Sanctum (Demo 2003)
- 2004 – Sanctrum
- 2005 – Hold Your Ground
- 2006 – From Ashes to Infinity